# Palpada texana
Palpada texana är en tvåvingeart som först beskrevs av Hull 1925.  Palpada texana ingår i släktet Palpada och familjen blomflugor. Inga underarter finns listade i Catalogue of Life.